# Aleuroclava bifurcata
Aleuroclava bifurcata es un insecto hemíptero de la familia Aleyrodidae.
Fue descrita científicamente por Corbett en 1933.